# 13e régiment de dragons (Autriche-Hongrie)
Pour les articles homonymes, voir Régiment de Savoie (homonymie) et 13e régiment.
« 5e régiment de dragons (Autriche) » redirige ici. Pour les autres significations, voir 5e régiment.
Le 13e régiment de dragons, connu à partir de 1683 comme régiment de dragons « Savoie », est une unité de l'Armée commune austro-hongroise. Cette unité est créée en 1682 et est dissoute en 1918.

## Création et différentes dénominations
- 1682 : formation du régiment de dragons « Kueffstein » (Dragoner-Regiment „Kueffstein“), colonel Johann Heinrich Kueffstein (de)
- 1683 : régiment de dragons « Savoie » (Dragoner-Regiment „Savoyen“), colonel prince Eugène de Savoie-Carignan (le régiment conserve ce nom après la mort du prince en 1736[2],[3])
- 1798 : devient 15e régiment de dragons légers « Savoie » (leichtes Dragoner-Regiment „Savoyen“ Nr. 15)[1],[4]
- 1802 : devient 5e régiment de dragons « Savoie » ou « prince Eugène de Savoie » (Dragoner-Regiment „Prinz Eugen von Savoyen“ Nr. 5 ou „Savoyen“ Nr. 5)[4]
- 1860 : devient 1er régiment de dragons « prince Eugène de Savoie » (Dragoner-Regiment „Prinz Eugen von Savoyen“ Nr. 1)[5]
- 1867 : devient 13e régiment de dragons « Eugène prince de Savoie » (Dragoner-Regiment Nr. 12 „Eugen Prinz von Savoyen“)[1]
- 1918 : dissous

## Uniforme
Au début du XVIIIe siècle, les dragons du régiment portent une veste écarlate à revers noirs et boutons jaunes. Le régiment conserve ces couleurs lors de la réorganisation des uniformes des dragons en 1765. En 1767 la veste des dragons devient blanche et le régiment de Savoie se distingue par ses revers noirs et ses boutons jaunes
Le 15e régiment de dragons légers reçoit en 1798 un uniforme vert foncé avec couleur distinctive noire, bas blancs et boutons jaunes,. Le nouvel uniforme adopté en 1802 est blanc avec couleur distinctive vert foncé, bas blanc et boutons blancs,. Les bas deviennent bleu ciel en 1850.
En 1860, devenu 1er régiment de dragons, il reçoit un uniforme à veste et bas vert foncé, couleur distinctive écarlate et boutons blancs. Devenu 13e régiment de dragons en 1867, le régiment reçoit la couleur distinctive garance et des boutons blancs sur la veste bleue des dragons,.